# Campeonato Pernambucano Série A2 2023
In 2023 werd de 30ste editie van het Campeonato Pernambucano Série A2 gespeeld voor voetbalclubs uit de Braziliaanse staat Pernambuco. De competitie werd georganiseerd door de FPF en werd gespeeld van 30 september tot 25 november. Afogados werd kampioen. 
Afogados, Íbis, Belo Jardim en Caruaru City waren eerder dit jaar uit de Série A1 gedegradeerd en mochten ditzelfde jaar nog in de Série A2 aantreden echter lieten Belo Jardim en Caruaru City verstek gaan. Ook Sete de Setembro had zich teruggetrokken, waarvoor Jaguar en 1°de Maio opgevist werden uit de Série A3. 

## Eindstand
| Plaats | Club                      | Wed. | W  | G | V | Saldo | Ptn. |
| ------ | ------------------------- | ---- | -- | - | - | ----- | ---- |
| 1.     | Afogados                  | 11   | 10 | 1 | 0 | 28:4  | 31   |
| 2.     | Vitória                   | 11   | 9  | 0 | 2 | 36:10 | 27   |
| 3.     | Flamengo de Arcoverde (1) | 11   | 9  | 0 | 2 | 27:8  | 27   |
| 4.     | Decisão Sertânia          | 11   | 7  | 0 | 4 | 16:10 | 21   |
| 5.     | Vera Cruz                 | 11   | 6  | 2 | 3 | 31:19 | 20   |
| 6.     | Íbis                      | 11   | 4  | 3 | 4 | 19:23 | 15   |
| 7.     | Torres                    | 11   | 4  | 1 | 6 | 14:17 | 13   |
| 8.     | Jaguar                    | 11   | 3  | 1 | 7 | 13:24 | 10   |
| 9.     | Atlético Pernambucano     | 11   | 2  | 3 | 6 | 10:15 | 9    |
| 10.    | Centro Limoeirense        | 11   | 2  | 1 | 8 | 10:26 | 7    |
| 11.    | 1° de Maio                | 11   | 1  | 2 | 8 | 11:31 | 5    |
| 12.    | Ferroviário do Cabo       | 11   | 1  | 2 | 8 | 9:37  | 5    |

(1): Salgueiro trok zich begin 2024 tien dagen voor de competitiestart terug uit de Série A1 wegens financiële problemen. Vitória werd de vrijgekomen plaats aangeboden, maar deze club kon op zo'n korte tijd geen volwaardig team samenstellen waarop de plaats naar Flamengo de Arcoverde ging. 
|  | Kampioen, promotie naar Série A1 2024 |
|  | Promotie naar Série A1 2024           |
|  | Degradatie naar Série A3 2024         |

## Kampioen
| Campeonato Pernambucano de 2023 - Série A2 |
| Pernambuco                                 |
| ------------------------------------------ |
| AFOGADOS Kampioen (2° titel)               |